# ドノヴァンの脳髄
『ドノヴァンの脳髄』（ドノヴァンののうずい、原題 Donovan's Brain）は、1943年のアメリカ合衆国のSF作家カート・シオドマクによるSF小説。マッドサイエンティスト、頭部移植を扱ったSFの古典。
パルプ・マガジン「ブラックマスク」の1942年9月号から11月号に3回に渡り連載され、1943年にALFRED-A-KNOPF社から単行本として刊行された。
続編に『ハウザーの記憶 (Hauser's Memory)』、『Gabriel's Body』（1991年、未訳）がある。
1944年と1948年にラジオドラマ化され、また「The Lady and the Monster」 (1944年）、「ドノヴァンの脳髄」（原題：Donovan's Brain 、別題に「死んだ男の脳」、1953年）、「The Brain」 (1962年）の三度にわたり映画化されている。
本作「ドノヴァンの脳髄」の初出は1942年だが、ホラー専門パルプ･マガジン『ウィアード・テイルズ』誌の歴史や掲載作品の解説書「ウィアード・テールズ 別巻」（那智史郎・編、国書刊行会、1988年）によれば、いわゆる「生きている脳髄」テーマの先駆的作品として下記のような作品がある。
- 「The Brain in the Jar」 （N・E・ハマーストロム＆R・F・シーライト）　ウイアード・テイルズ　1924年11月号
- 「The Talking Brain」 （M・H・ハスタ）　アメージング・ストーリーズ　1926年8月号
- 「The head」（ジョー・クライアー）　アメージング・ストーリーズ　1928年8月号
- 「The Etarnal Professors」 （ディヴィット・H・ケラー）　アメージング・ストーリーズ　1929年8月号

## あらすじ
医師のパトリック・コーリイ博士は、アリゾナ州フェニックスの砂漠地帯に住む脳医学の研究家。
彼の研究は、摘出した小型サルの脳を体外で数日間生存させることができる程度に進んでいた。
彼の研究日誌の形式で物語は進行する。
ある夜、地元の保安官から飛行機墜落の急報が届き、救助活動への参加が要請される。
墜落現場で発見された重傷者に緊急手術を行うため自宅に運び込んだ彼は、それが億万長者のW・H・ドノヴァンであることを知る。
多量出血で瀕死の状態にある意識不明のドノヴァンから脳髄を摘出したパトリックは、ガラス容器に脳を納め、輸液チューブと脳波計を接続する。
脳波計が脈動を記録しはじめ、脳が生き続けていることに歓喜するパトリックは、脳を抜かれた身体を縫合して死亡診断書を作成し、ドノヴァンの死体を警察に引き渡した。
その後、脳波計の反応から、脳が生きているだけではなく意識があるらしいと気づいたパトリックは、ドノヴァンの脳とコミュニケーションをとる方法を模索し始める。
ある日、研究室での居眠りから目覚めたパトリックは、自分の利き腕でない左手でメモ用紙にドノヴァンのサインを書いていたことに気づく。
漏電による電気ショックがきっかけで、ドノヴァンの脳に精神感応が発現したのではないかと考えたパトリックは、脳とのコミュニケーション実験にのめりこんでゆく。
だがやがてパトリックは、ドノヴァンが自分の肉体を使う時間が徐々に長くなり、抵抗し難くなってきたことに気づくが、既に遅かった。
無意識状態で書かれるドノヴァンのメモに従い、行ったことのない銀行へ行き、小切手に自分の筆跡ではないサインをし、多額の秘密預金を引き出すパトリック。これまで吸ったこともない高級な葉巻やウイスキーを嗜むが味や香りを感じることはなく、逆にこれまで患ったことのない腎臓や膝の痛みを感じ始める。
ドノヴァンの思考がパトリックの精神を浸食し、パトリックの肉体を乗っ取ったのだ。
ドノヴァンは弁護士を雇い、なぜかどうしようもないクズの殺人犯を無罪にしようと金をばら撒き始める。
その行動は、法廷で無罪をもぎとるために陪審員を買収し、決定的な証人である少女を暗殺しようとするところまでエスカレートする。
パトリック（＝ドノヴァン）を強請ろうとして破滅させられた記者のヨーカムは、パトリックの研究室に押し入って脳のガラス容器を破壊しようとするが、ドノヴァンの精神感応によって心臓を止められて悶死した。
研究日誌を読んだジャニースはパトリックの肉体をドノヴァンから解放しようとするが、ドノヴァンは自分を邪魔するものとして彼女までも殺そうとする。
だが、あわやという瞬間、パトリックはドノヴァンの支配から解き放たれる。
脳に何か起こったに違いないと察した彼は、ジャニースとともに研究室へ急行する。
そこにはドノヴァンの脳と刺し違えて死んだシュラットの遺体があった。
当初からパトリックの研究内容と研究態度に危険性を感じていたシュラットは、ドノヴァンがヨーカムを殺したときの脳波計の記録から、脳が殺人を犯そうとしているときには無防備になることに気づき、まさにジャニースが殺されようとしたタイミングでドノヴァンの脳を容器ごと抱き潰したのだった。

## 登場人物
パトリック・コーリイ
医師。生物の脳を体外で生かす研究をしている。
瀕死のドノヴァンから脳を摘出し、ガラス容器の中で脳のみを生存させる。
徐々に強くなるドノヴァンの精神感応によって、自らの肉体を乗っ取られる。
ウォーレン・ホレイス・ドノヴァン
億万長者。飛行機の墜落で瀕死の重症を負う。
ガラス容器の中で脳のみで生存し、急速に発達した精神感応によってパトリックの肉体を操るようになる。
ジャニース
パトリックの献身的な妻。看護師としてもパトリックを助ける。
シュラット
年配の外科医。パトリックの友人で助手。
ロジャー・ハインズ
若き日のドノヴァンの友人。故人。ドノヴァンに陥れられて自殺した。
フリル・ハインズ
ロジャー・ハインズの息子。小金欲しさに母親を自動車で何度も轢いて殺害、第一級殺人で収監中。
ヨーカム
食い詰めた写真記者。脳が摘出されたドノヴァンの死体と研究室の容器に入った脳の写真をネタにパトリック（＝ドノヴァン）を恐喝しようとする。
ハワード・ドノヴァン
ドノヴァンの長男。自分に残されるべきだったW・H・ドノヴァンの金をパトリック（＝ドノヴァン）が浪費しているとして怒っている。
クロェ・バートン
ドノヴァンの末娘。強権的だった父親に反抗するために放埓な人生を送ってきた。
アントン・スターンリ
ドノヴァンの元秘書
ナサニエル・フラー
パトリック（＝ドノヴァン）の雇った弁護士

## 日本語訳
- 『人工頭脳の怪』（内田庶訳、あかね書房、少年少女世界推理文学全集19） 1943年

「ノバ爆発の恐怖」（「深淵」または「超能力部隊」、ロバート・A・ハインライン、原題 Gulf）との合本
- 「人工頭脳の怪」（内田庶訳、中学一年コース 1960年7月号） 1960年、
- 『ドノヴァンの脳髄』（中田耕治訳、早川書房、ハヤカワ・ファンタジイ） 1957年
- 『ドノヴァンの脳髄』（中田耕治訳、早川書房、ハヤカワ・SF・シリーズ No.3002） 1995年：上記書の復刊
- 「ドノバン氏の脳」（亀山竜樹 文、旺文社、中学時代1年生 12月号第4付録、中一文庫(9)） 1962年
- 『脳人間 呪われた怪実験』（境木康雄訳、秋田書店、SF恐怖シリーズ4）1975年

## 参考
- 『ドウエル教授の首』（Glova Professora Douelya） 1925年

アレクサンドル・ベリャーエフのSF小説。「ドノヴァンの脳髄」に先立つこと18年前に書かれた。
死者の頭部のみを生命維持装置に繋いで生存させることを目論む科学者が主人公。
- キャプテン・フューチャー

スペースオペラの名作。第一作の発表は1940年。
主人公である四人のフューチャーメンの一人に“生きている脳”サイモン・ライト教授が登場する。
- 水槽の中の脳

1981年、哲学者ヒラリー・パトナムによって定式化された思考実験。
「あなたが体験しているこの世界は、実は水槽に浮かんだ脳が見ている夢なのではないか」という仮説。
- 「生きている脳」(1974年）

筒井康隆の短編ホラー小説 。不治の病に冒された富豪が自分の脳を取り出して培養器で生き続けようとしたが……。
短編集『ウィークエンド・シャッフル』（講談社）に収載
短編集『くさり』（角川書店）に収載 ISBN　978-4041305270